# 모코엠시스
모코엠시스는 대한민국에서 금융 지원 서비스업을 하는 기업이다.

## 개요
모코엠시스는 문서중앙화, 문서정보보호, 보안파일서버 및 EAI솔루션과 클라우드 솔루션사업 등에 주력하고 있다.
국내최초로 EAI구축사업을 시행하였고 클라우드 모니터링 및 APM분야 기술전문기업이다.

## 역사
2022년 모코엠시스, 글로벌 인공지능 기계번역기업 RWS와의 파트너쉽 체결
2019년 엠파워 클라우드 2019년 상반기 우수상품 선정(전자신문)
2018년 기술역량우수기업 인증 획득(T3) 및 서울형강소기업 선정
2017년 IBM Leadership Award for Integration 수상
2016년 행안부 G드라이브(정부 클라우드 저장소) 수주, 엠파워 클라우드 납품
2007년 회사 설립 (대표이사 김인수)

## 사업분야

### 모니터링솔루션
모코엠시스는 Dynatrace, DCRUM, AppMon, Catchpoit의 파트너사로 APM 및 모니터링 솔루션을 지원한다.

### AI솔루션
모코엠시스는 RWS사의 AI기계번역솔루션을 지원한다.

## 상장
10/19/22에 스팩합병을 통해 상장하였다. 